# Lothar Osiander
Lothar Osiander (Munique, 8 de novembro de 1939) é um treinador ex-futebolista profissional alemão-estadunidense, que atuava como meia.

## Carreira
Lothar Osiander atuou pela Universidade de San Francisco.

## Seleção
Lothar Osiander comandou a Seleção Estadunidense de Futebol nos Jogos Olímpicos de 1988, de Seul. E em Barcelona, 1992.